# Pleasure & the Pain
Pleasure & the Pain è il dodicesimo album in studio del gruppo rock canadese Saga, pubblicato nel 1997.

## Tracce
1. Heaven Can Wait – 6:16
2. How Do You Feel? – 4:07
3. Welcome to the Zoo – 4:31
4. Where's My Money? – 5:19 (Raúl Mora)
5. You're Not Alone '97 – 4:20
6. Taxman (The Beatles cover) – 3:39
7. You Were Made for Me – 3:46
8. Gonna Give It to Ya – 3:57 (Mora)
9. Fantastically Wrong – 5:50
10. Pleasure and the Pain – 2:39

## Formazione
- Michael Sadler - voce
- Ian Crichton - chitarra
- Jim Gilmour - tastiera, cori
- Jim Crichton - basso
- Glen Sobel - batteria